# São José do Povo
São José do Povo är en kommun i Brasilien.   Den ligger i delstaten Mato Grosso, i den centrala delen av landet, 700 km väster om huvudstaden Brasília. Antalet invånare är 3 601.
Omgivningarna runt São José do Povo är huvudsakligen savann. Runt São José do Povo är det mycket glesbefolkat, med 6 invånare per kvadratkilometer.